# Selig sind die Dummen
Selig sind die Dummen (engl. Yokel Chords) ist eine Episode der US-amerikanischen Fernsehserie Die Simpsons. Sie wurde als 392. Episode der Serie produziert und erstmals am 4. März 2007 in den Vereinigten Staaten ausgestrahlt.

## Handlung
Marge hat verschlafen und Homer hat sich derweil um die Kinder und Grandpa gekümmert. Da Bart deshalb kein Pausenbrot bekommen hat, überlegt er sich eine Gruselgeschichte, um die anderen Kinder zu erschrecken und so an ihr Essen zu kommen. Seine Geschichte handelt von einem Koch namens „Dark Stanley“, der in der Schulcafeteria gearbeitet haben soll. Weil ihn die Kinder hänselten, habe er sie ermordet und eine Suppe aus ihren Köpfen gekocht. Während der Mittagspause vollendet Bart seinen Streich und ergattert so das Mittagessen der verängstigten Kinder. Diese rennen panisch durch die Stadt und müssen von Hausmeister Willy wieder eingefangen werden.
Nachdem die Vollzähligkeit der Schüler überprüft wurde, stellte sich heraus, dass Willy sieben Kinder zu viel eingefangen hat. Es handelt sich um den Nachwuchs des Hinterwäldlers Cletus Spuckler, die bisher Heimunterricht bekamen. Da sie dabei allerdings nichts lernten, eine Aufnahme in die Schule aber den Notenschnitt unter die Grenze für eine Bundesförderung drücken würde, bietet Lisa sich an, den Unterricht für die Spuckler-Kinder übernehmen. Da Lisa mit klassischen Unterrichtsmethoden zunächst keinen Erfolg hat, beschließt sie, ihren Schülern bei einem Ausflug das Leben in der Stadt zu zeigen.
Bart soll derweil wegen seines Streiches zu einer Psychiaterin, was er zunächst ablehnt. Der Psychiaterin Dr. Swanson gelingt es aber, mit ein paar Tricks Barts Aufmerksamkeit und sein Vertrauen zu gewinnen, und die Therapie schlägt an. Da von der Schule aber nur fünf Sitzungen bezahlt wurden, muss die Therapie abgebrochen werden, was Bart schwer trifft.
Bei Lisas Ausflug singt sie mit ihren Schützlingen ein Lied. Krusty der Clown wittert ein Geschäft und nimmt die Spuckler-Kinder unter Vertrag. Cletus unterschreibt, ohne den Inhalt verstanden zu haben. Die Kinder treten in der Krusty-Show auf und werden dort als Hinterwäldler vorgeführt. Lisa will nicht akzeptieren, dass die Kinder von Krusty und Cletus ausgebeutet und wieder vom Schulunterricht ferngehalten werden.
Marge finanziert mit ihren Ersparnissen eine weitere Sitzung bei Dr. Swanson, weil sie bemerkt hat, wie sehr der Therapieabbruch Bart mitgenommen hat. Nach dieser Sitzung fühlt sich Bart geheilt, nun ist es aber Dr. Swanson, die am plötzlichen Ende der Therapie leidet. Sie nimmt selbst die Hilfe eines Kollegen in Anspruch, wobei darauf angespielt wird, dass ihr Kind eines von „Dark Stanleys“ Opfern war und Barts Lügengeschichte offenbar wahr ist. 
Lisa gelingt es, Cletus’ Frau Brandine aus dem Irak zu holen, wo sie als Soldatin stationiert war. Sie stellt Cletus zur Rede und beendet das Vertragsverhältnis zwischen Krusty und ihrer Familie. Der Vertrag sei unwirksam, weil Cletus ohnehin nur der Vater der zwei untalentiertesten Kinder sei.

## Hintergrund
Zu Barts Gruselgeschichte hört man Suite Punta del Este, einen Tango Nuevo von Astor Piazzolla von 1982. Bei Lisas Kultur-Ausflug in der Innenstadt singt sie „Cultural Things“, eine Parodie auf My Favorite Things aus dem Musical The Sound of Music. Das Lied, das die Spukler-Kinder in Krustys Show singen, ist eine Parodie auf den Song Sixteen Going on Seventeen aus demselben Musical.
Für Robert Canning reichten in seiner Kritik auf der Website IGN „die vielen Zutaten nicht aus, um eine hervorragende halbe Stunde zu schaffen.“
Die Folge wurde 2008 mit dem Annie Award in der Kategorie Beste Musik in einer animierten TV-Produktion ausgezeichnet.